# Edgar Guest
Edgar Albert Guest (20 de agosto de 1881-5 de agosto de 1959) fue un poeta estadounidense de origen británico que llegó a ser conocido como el Poeta del Pueblo. Sus poemas tenían a menudo una visión inspiradora y optimista de la vida cotidiana.

## Primeros años
Guest nació en Birmingham, Inglaterra, en 1881. En 1891, su familia se trasladó de Inglaterra a Detroit, Míchigan, donde Guest vivió hasta su muerte.

## Carrera
Tras empezar en el Detroit Free Press como copista y luego reportero, su primer poema apareció el 11 de diciembre de 1898. Se nacionalizó en 1902. Durante 40 años, Guest fue muy leído en toda Norteamérica, y sus poemas sentimentales y optimistas estaban en la misma línea que el verso ligero de Nick Kenny, que escribió columnas sindicadas durante las mismas décadas.
Desde su primera obra publicada en el Detroit Free Press hasta su muerte en 1959, Guest escribió unos 11.000 poemas que fueron sindicados en unos 300 periódicos y recopilados en más de 20 libros, entre ellos A Heap o' Livin' (1916) y Just Folks (1923-1957). En 1952, Guest fue nombrado Poeta Laureado de Míchigan, el único poeta al que se le ha concedido el título hasta 2023, año en que se revalidó el cargo.
Su popularidad le llevó a tener un programa de radio semanal en Detroit que presentó desde 1931 hasta 1942, seguido de una serie de televisión en la NBC en 1951, A Guest in Your House. También tenía un programa de radio transcrito tres veces por semana que comenzó el 15 de enero de 1941, y que estaba patrocinado por Land O'Lakes Creameries. En el programa aparecía el cantante Eddy Howard.
Guest se hizo masón en Detroit, donde fue miembro vitalicio de la Logia Ashlar n.º 91. En honor a la devoción de Guest por el oficio, la comunidad y la humanidad en general, la Gran Logia de Masones Libres y Aceptados de Míchigan estableció el Premio Edgar A. Guest para que las logias lo otorgaran a no masones de la comunidad que hubieran demostrado un servicio distinguido a la comunidad y a sus semejantes.
Guest también fue miembro de The Tin Whistles.
Cuando Guest murió en 1959, fue enterrado en el cementerio Woodlawn de Detroit.
His grandniece Judith Guest is a novelist best known for Ordinary People (1976).

## Reputación
La obra de Guest sigue apareciendo ocasionalmente en publicaciones periódicas como Reader's Digest, y algunos de sus favoritos, como «Myself» y «Thanksgiving», se siguen estudiando hoy en día. Sin embargo, en una de las valoraciones más citadas de su obra, Dorothy Parker dijo supuestamente: «Antes suspendería mi examen de Wassermann que leer un poema de Edgar Guest».

## En la cultura popular
En 1924, la compositora estadounidense Gertrude Martin Rohrer utilizó el texto de Guest para su canción «Results and Roses».
Edgar Guest es uno de los poetas favoritos de Edith Bunker, de la serie de televisión All in the Family. Ella lo cita en algunos episodios, entre ellos «Prisoner in the House», emitido por primera vez el 4 de enero de 1975.
Guest aparece mencionado varias veces en el undécimo libro de «A Series of Unfortunate Events» («Una serie de sucesos desafortunados»), La gruta lúgubre, de Lemony Snicket. Klaus Baudelaire recuerda que una vez le dieron a elegir entre fregar los platos o leer la poesía de Guest, y la malvada tripulación del submarino Carmelita del Conde Olaf lleva insignias con la efigie de Guest (en contraste con las insignias de los héroes, que representan a Herman Melville). El autor del libro se esfuerza en alabar a Melville y menospreciar a Guest como «escritor de escasa habilidad, que escribía poesía torpe y tediosa sobre temas irremediablemente sentimentales».
En la novela Soy leyenda, el protagonista Robert Neville comenta sardónicamente su propio monólogo interior: «El último hombre del mundo es Edgar Guest».
El poema de Guest «It Couldn't Be Done» fue recitado por Idris Elba en el Premio a la Personalidad Deportiva del Año de la BBC el 16 de diciembre de 2012, mientras celebraba que el Equipo GB y Paralímpicos GB habían ganado el premio por equipos de 2012.
El poema de Guest «The Epicure» se reprodujo en Mad #84 (enero de 1964) con nuevas ilustraciones de Don Martin.
El poema de Guest «See It Through» se utilizó en un anuncio del Chrysler 300.
El poema Don't Quit, de Guest, fue parafraseado en The Doris Day Show, The Librarian, episodio 9, temporada I.
El poema de Guest «It Couldn't Be Done» se utilizó en un anuncio de Audi.
Tracey Gold sí leyó el poema de Guest, «A Child of Mine», durante el funeral de Judith Barsi.
«It Couldn't Be Done» inspiró una parodia, “They Said That It Couldn't Be Done”, del cómico Benny Hill.
El poema «Equipment» de Guest sirvió en parte de inspiración a J.I.D. en su sencillo «Skeegee».

## Obras
- Home Rhymes, from Breakfast Table Chat (1909)
- The Panama Canal (1915)
- A Heap o' Livin' (1916)
- Just Glad Things (1916)
- Just Folks (1917)
- Over Here (1918)
- Poems of Patriotism (1918)
- The Path to Home (1919)
- A Dozen New Poems (1920)
- Sunny Songs (1920)
- Keep Going (Don't Quit) (1921)
- When Day Is Done (1921)
- Don't Quit (3 March 1921)
- All That Matters (1922)
- Making The House A Home (1922)
- The Passing Throng (1923)
- Rhymes of Childhood (1924)[7]
- Mother (1925)
- The Light of Faith (1926)
- The Secret of The Ages (1926)
- You (1927)
- Harbor Lights of Home (1928)
- You Can't Live Your Own Life (1929)
- Poems for the Home Folks (1930)
- The Friendly Way (1931)
- Faith (1932)
- Life's Highway (1933)
- Collected Verse of Edgar Guest (1934)
- All in a Lifetime (1938)
- Between You and Me: My Philosophy of Life (1938)
- Today and Tomorrow (1942)
- Living the Years (1949)
- Sermons We See
- Courage
- The Proof of Worth
- See It Through
- Life's Slacker
- Team Work
- Can't
- At Christmas
- Things Work Out
- Have you Earned your Tomorrow
- Girl I Hope You Understand'
- A Child of Mine'